# Bucky O'Hare (jeu vidéo d'arcade)
Ne doit pas être confondu avec Bucky O'Hare (jeu vidéo).
Bucky O'Hare (バッキー オヘア (Bakkī Ohea?)) est un jeu vidéo mêlant beat them all et shoot 'em up en 2D développé et édité par Konami en  janvier 1992 sur Arcade. Il s'agit d'une adaptation du dessin animé Bucky O'Hare et du comic originale, Bucky O'Hare. Ce jeu est différent du jeu d'action plates-formes Bucky O'Hare sorti sur NES la même année.

## Synopsis
La planète natale de Bucky O'Hare, Warren, est envahie par l'Empire Krapo. Bucky a pour mission de libérer sa planète et d'autres mondes, ainsi que de détruire le Convertisseur de Climat (Climate Converter) que l'Empire Krapo utilise pour transformer les planètes conquises en marécages. Le combat se termine sur le monde des Krapo ou Bucky et son équipage vont affronter KOMPLEX, le leader de l'Empire.

## Système de jeu
Le jeu est composé de 8 niveaux.

## Informations supplémentaires
Les voix digitalisées des personnages sont celles des acteurs du dessin animé, Bucky O'Hare, en version anglaise.